# SV Dellach/Gail
Der Dellacher Sportverein, kurz SV Dellach/Gail, ist ein Fußballverein aus der Kärntner Gemeinde Dellach im oberen Gailtal. Der Verein gehört dem Kärntner Fußballverband (KFV) an und spielt seit der Saison 2022/23 in der Unterliga West, der fünfthöchsten Spielklasse.

## Geschichte
Der SV Dellach/Gail wurde 1972 gegründet. Der Verein aus dem Kärntner Süden spielte sehr lange unterklassig, so stieg man 2007/08 gar aus der fünftklassigen Unterliga in die 1. Klasse ab. In der Saison nach dem Abstieg wurde man Vizemeister hinter dem FC Hermagor und nahm somit an der Relegation zum Aufstieg teil, in der man allerdings dem SV Arnoldstein unterlag. In den folgenden zwei Saisonen befand man sich immer in der hinteren Tabellenhälfte. In der Saison 2011/12 belegte Dellach den vierten Rang. In der darauffolgenden Spielzeit verbesserte sich der Klub auf den dritten Endrang. In der Saison 2013/14 wurde Dellach, wie schon 2008/09, Vizemeister der 1. Klasse A und durfte in der Relegation um den Wiederaufstieg in die Unterliga spielen. Gegen Rapid Feffernitz gelang dem Klub aus dem Gailtal diesmal der Sieg in der Relegation.
Nach dem Aufstieg belegte Dellach in der Saison 2014/15 den zehnten Tabellenrang in der fünfthöchsten Spielklasse. In der Spielzeit 2015/16 belegte man am Ende der Saison den elften Platz. Die Saison 2016/17 beendete Dellach als Vizemeister hinter dem SV St. Jakob/Rosental. Dadurch musste man in der Relegation um den erstmaligen Aufstieg in die Kärntner Liga spielen, in der man allerdings dem SV Kraig unterlag. In der Saison 2017/18 belegten die Dellacher den vierten Tabellenrang. In der Saison 2018/19 war es schließlich soweit: Mit einem Vorsprung von zehn Punkten auf Verfolger Landskron und insgesamt 100 erzielten Toren wurde Dellach/Gail Meister der Unterliga West und stieg somit erstmals in die höchste Kärntner Spielklasse auf.
In der Debütsaison 2019/20 belegte der Klub den neunten Tabellenrang, als die Saison aufgrund der COVID-19-Pandemie nach 16 Runden vorzeitig abgebrochen wurde. In der Saison 2020/21, die aufgrund der Pandemie auf 15 Runden verkürzt worden war, wurde Dellach hinter dem SK Treibach Vizemeister. Damit qualifizierte man sich für die folgende Saison erstmals für den ÖFB-Cup, in der man in der ersten Runde den steirischen Regionalligisten SC Weiz als Gegner zugelost bekam.
In der Saison 2021/22 wurde Dellach überlegen Meister der Kärntner Liga. Ein Aufstieg in die Regionalliga war allerdings für den Gailtaler Verein wirtschaftlich nicht darstellbar. Durch den Verzicht auf den Aufstieg wurde gemäß den Statuten des Verbandes ein Zwangsabstieg in die Unterliga Realität.